# Albert Budak
Albert Budak est un footballeur français né le 27 janvier 1985 à Créteil (Val-de-Marne).

## Biographie
En 2004 Albert Budak est demi-finaliste de la Coupe Gambardella avec le Sedan.
Ce milieu de terrain central a été à vingt ans finaliste de la Coupe de France 2004-2005 avec Sedan. Il est entré sur la pelouse à la 89e minute de jeu lors de la finale au Stade de France.

## Carrière de joueur
- avant 2003 :  Brétigny-sur-Orge
- 2003-2005 :  CS Sedan-Ardennes
- 2005-2007 :  Stade lavallois B (en CFA2)
- 2007-2008 :  La Vitréenne FC (en CFA)
- 2008-2012 :  AFC Compiègne (en CFA)[1]

## Palmarès
- Finaliste de la Coupe de France en 2005 (avec le CS Sedan-Ardennes)